# 伊萬基夫齊 (斯里布涅區)
50°36′24″N 32°46′3″E / 50.60667°N 32.76750°E
伊萬基夫齊（烏克蘭語：Іванківці），是烏克蘭北部的村莊，隸屬切爾尼希夫州的普里盧基區。該村始建於1666年，面積0.8平方公里，海拔高度114米，2001年人口638。